# Silnice II/269
Silnice II/269 je silnice II. třídy, která vede z Vrutic do Tuhaně. Je dlouhá 15,4 km. Prochází dvěma kraji a dvěma okresy.

## Vedení silnice

### Ústecký kraj, okres Litoměřice
- Vrutice (křiž. II/261)
- Malešov (křiž. III/26117)
- Drahobuz (křiž. III/24068)
- Vědlice (křiž. III/2609)
- Julčín
- Velký Hubenov (křiž. III/26120)
- Sukorady (křiž. III/2604)

### Liberecký kraj, okres Česká Lípa
- Tuhaň (křiž. II/260, III/2694, III/2695)